# Alagnonnette
Die Alagnonnette (auch Igoune genannt) ist ein Fluss in Frankreich, der im Département Cantal in der Region Auvergne-Rhône-Alpes verläuft. Sie entspringt im nördlichen Ausläufer der Landschaft Margeride, im Gemeindegebiet von Lastic, entwässert generell in nördlicher Richtung und mündet nach rund 23 Kilometern im Ortsgebiet von Massiac als rechter Nebenfluss in den Alagnon. Im Mündungsabschnitt der Alagnonnette verläuft die Autobahn A75 im Talgrund parallel zum Fluss.

## Orte am Fluss
- Saint-Poncy
- Massiac